# Брадке, Фёдор Иванович
Фёдор Иванович фон Брадке (нем. Friedrich Wilhelm von Bradke; 1752—1819) — русский военный (генерал-майор), тайный советник, сенатор.

## Биография
Происходил из шведского дворянского рода Брадке. Его дед Михаэль Детлеф фон Брадке был комендантом города Любека. Отец, Каспар Иоганн Брадке (? — 1761), по расстроенному здоровью, оставил службу полковником и поселился в пожалованном ему императрицею Екатериной II поместье на острове Моон, в Эзельском уезде Лифляндской губернии, где у него 29 ноября (10 декабря) 1752 года родился сын Фридрих. Мать, вторая жена отца —Маргареты Элизабет фон Адеркас. Его дядя, Христиан Брадке (1721—1760) был генерал-квартирмейстером. 
Начал военную службу юнкером в Вятском пехотном полку. Вскоре, по предложению адмирала Сенявина, перешёл во флот; совершил несколько морских кампаний и оставался на морской службе до 1788 года, когда был переведён премьер-майором в армию, в Кексгольмский мушкетерский полк; участвовал в военных действиях против шведов. В 1789 году был перемещён в Псковский мушкетерский же полк; участвовал в Русско-турецкой войне; состоял дежурным штаб-офицером при генерал-лейтенанте Фёдоре Михайловиче Нумсене.
Произведённый в 1790 году за военные отличия в подполковники, командуя 2-м батальоном Литовского егерского корпуса, Брадке участвовал в военных действиях в Литве, а затем, до 1797 года оставался командиром кордона от Ковны до Полангена.
В 1797 году он был переведён в Ревельский гарнизонный полк; в том же году произведён в полковники и был назначен комендантом в Полоцк. В следующем году, 5 октября он был произведён в генерал-майоры, а 3 декабря того же года, без объяснения причин, был уволен из службы.
Поселившись в купленном им в Велижском уезде имении Верховье, провёл в бездействии два года, по прошествии которых был снова вызван на службу и назначен шефом 4-го егерского полка (22.12.1800). С вступлением на престол императора Александра І Брадке вторично оставил службу (4.11.1801), вернулся в своё имение и оставался там до конца 1806 года, когда, при сформировании витебской губернской милиции, был единогласно избран её начальником.
За выслугу лет 15 декабря 1802 года он был награждён орденом Св. Георгия 4-й степени (№ 1466;); 2 июня 1807 года был пожалован орденом Св. Анны 1-й степени, а через год (03.07.1808) — назначен гражданским губернатором в Вятку, с переименованием в действительные статские советники.
По расстроенному здоровью 23 марта 1816 года он оставил должность губернатора с производством в тайные советники и был зачислен в Сенат. В звании сенатора он в течение некоторого времени исправлял, за отсутствием барона Кампенгаузена, должность государственного контролера.
Умер в Санкт-Петербурге 12 (24) марта 1819 года. Похоронен на Смоленском лютеранском кладбище.

## Семья
Женился 16 декабря 1786 года в Аренсбурге на Шарлотте Кристине фон Хаак.
Его сыновья: Егор Фёдорович (1796—1861) и Михаил Фёдорович (1797—1850). Дочь Елизавета Фёдоровна (1781—1875) была замужем за вятским губернским прокурором Егором Мануйловичем Вуичем (1765—1847); их сын — Николай Егорович Вуич.